# Projet de loi Devaquet

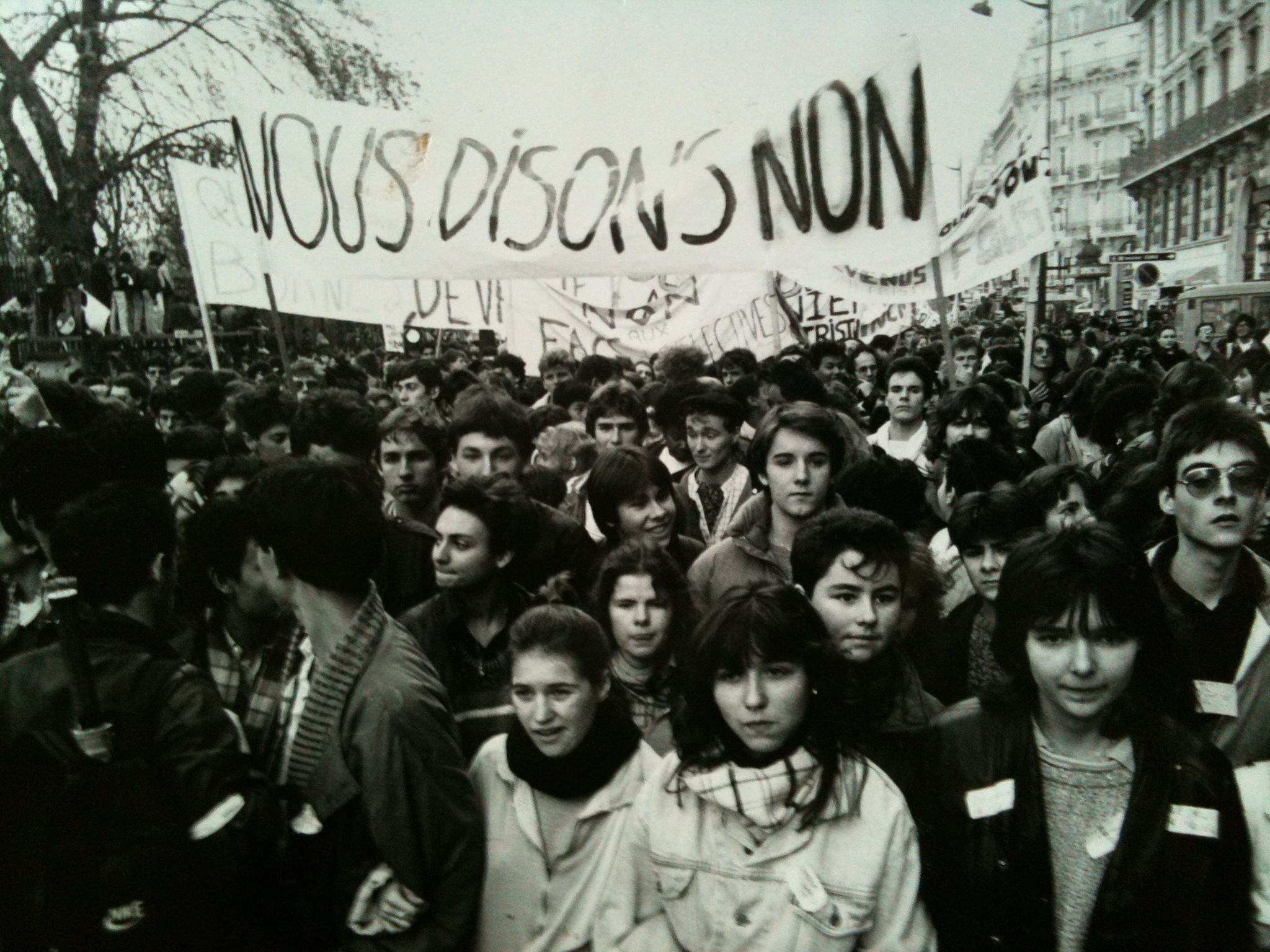
Manifestation contre la loi Devaquet dans le Quartier latin de Paris, le 11 novembre 1986.

Le projet de loi Devaquet est un projet de loi visant à réformer les universités françaises présenté à la fin de 1986 par Alain Devaquet, ministre délégué chargé de l’Enseignement supérieur et de la Recherche dans le 2e gouvernement Chirac. Le projet prévoyait notamment de sélectionner les étudiants à l’entrée des universités, et de mettre celles-ci en concurrence. Très contesté en novembre et décembre 1986 lors d’un mouvement étudiant et lycéen qui est notamment marqué par des manifestations massives de rejet et la mort de Malik Oussekine, le projet a été retiré le 8 décembre 1986, tandis que la sélection à l’entrée des études supérieures et la concurrence entre universités ont été mises en place ultérieurement et de manière progressive,.

## Projet de réforme de l'enseignement supérieur

### Contexte
Trois ans plus tôt, en avril et mai 1983, ont eu lieu les grèves et manifestations contre la « réforme Savary » des universités de 1983 du ministre socialiste de l'Éducation Alain Savary ; la presse parle alors d'un « Mai 68 à l'envers ».
Aux élections législatives de mars 1986, la droite retrouve le pouvoir après cinq ans de gouvernement de gauche. Le Premier ministre, Jacques Chirac, s’appuie pour gouverner sur un Parlement dominé par le RPR, son parti, et l’UDF. Mais il doit composer avec le président de la République en place, le socialiste François Mitterrand. C’est la première cohabitation.
Le gouvernement est bien décidé à revenir sur un certain nombre de décisions de la gauche et à libéraliser le système. L’enseignement supérieur ne fait pas exception. Le programme électoral de la plate-forme « UDF-RPR Pour gouverner ensemble » prévoyait d’abroger la loi Savary sur l’organisation des universités, et plus spécifiquement de donner davantage d’autonomie aux établissements d’enseignement supérieur.
L'université française est alors submergée par une population étudiante de plus en plus nombreuse tout en étant dédaignée par les meilleurs élèves qui choisissent les grandes écoles. La réforme a pour but, en instaurant une sélection minimale, de combattre son déclin.
Pour donner du corps à cet objectif, un groupe de travail nommé « Géruf » (probablement l’acronyme de Groupe d’étude et de réflexion sur l’université française) fait des propositions sur l’avenir de l’université. Le Géruf est une initiative de l’UNI ; il regroupe diverses personnalités de la droite universitaire : des militants de l’UNI mais aussi des personnalités politiques comme Raymond Barre ou Michèle Alliot-Marie. Dès le printemps 1986, ces travaux aboutissent à une proposition de loi déposée par le député Jean Foyer et contre signée en outre, par Raymond Barre, Pierre Messmer et Jean-Claude Gaudin. Mais la proposition est jugée trop radicale par le gouvernement. Jacques Chirac demande donc à son ministre délégué chargé de l’Enseignement supérieur et de la Recherche, Alain Devaquet, d’élaborer un nouveau projet.

### Contenu du projet de loi
Alain Devaquet est un universitaire qui se passionne pour la recherche. Il a peu d’intérêt pour l’enseignement et l’organisation de l’Université. Dans un livre publié en 1988, L’Amibe et l’Étudiant : Université et recherche, l’état d’urgence, il va jusqu’à affirmer qu’il aurait préféré n’avoir en charge que la recherche et qu’il n’a accepté l’enseignement supérieur que parce qu’on a insisté.
C’est pourtant lui, en liaison avec le ministre de l’Éducation nationale, René Monory, qui est chargé de proposer un nouveau texte qui remplacerait la loi Savary. Pour ce faire, le Premier ministre, Jacques Chirac, a fixé la ligne à suivre dans son discours de politique générale devant l’Assemblée nationale le 9 avril 1986 :

« Dans l’enseignement supérieur, le principe d’autonomie doit être définitivement concrétisé tant à l’entrée — au moment de la sélection des étudiants — qu’à la sortie — au moment de la délivrance des diplômes.
L’autonomie doit aller de pair avec un allègement des structures universitaires […] Cette rénovation de l’Université suppose l’engagement sans réticences de tous les enseignants et chercheurs de l’enseignement supérieur »

Le conflit avec les étudiants est déjà en germe dans cette déclaration. En effet, le Premier ministre prône plus d’autonomie pour les universités y compris en ce qui concerne la « sélection », ce qui va devenir la principale pierre d’achoppement avec les syndicats étudiants. En outre, parmi les trois acteurs de l’Université, enseignants-chercheurs, personnels non enseignant ou IATOS, et étudiants, le Premier ministre ne s’adresse qu’a la première catégorie : « les enseignants et chercheurs de l’enseignement supérieur ». Une partie des étudiants se tournent vers la contestation pour influencer le texte ministériel.
Le 11 juillet, le projet de loi d’Alain Devaquet est adopté en Conseil des ministres. Il est alors transmis au Parlement qui doit l’étudier à l’automne. Le texte prévoit la refonte du système d’enseignement supérieur en abrogeant la loi Faure de 1968 et la loi Savary de 1984. Les universités deviennent des établissements publics d’enseignement supérieur (au lieu des établissements publics à caractère scientifique, culturel et professionnel), pouvant inclure des établissements publics fédérés. L’autonomie laissée aux universités se manifesterait en premier lieu sur le plan financier : les universités auraient la possibilité de fixer librement leurs frais d’inscription, à l’intérieur d’une fourchette nationale. Deuxièmement, l’accès au premier cycle reste ouvert aux titulaires du baccalauréat, mais les établissements seraient libres de déterminer chaque année les conditions d’accès aux différentes formations en tenant compte des caractéristiques de celles-ci, des aptitudes requises des étudiants, et des capacités d’accueil des étudiants. Troisièmement, les universités seraient libres de choisir leur méthode pour former leurs étudiants ainsi que les diplômes qu’elles veulent délivrer. Toutefois, le ministre assure qu’il maintiendra une accréditation minimale des diplômes par ses services. En outre, cette loi prévoit de renforcer le pouvoir des enseignants-chercheurs dans les organes dirigeant l’université : un seuil de 65 % minimum de cette catégorie de personnel est fixé, contre 40 à 45 % pour la loi Savary.
Ce projet est celui du ministre, qui en accepte « totalement la responsabilité ». Il affirme avoir évité un projet plus libéral, voulu par les « ultras » de la majorité notamment le député Jean Foyer et le conseiller du Premier ministre pour l’éducation et la recherche, le recteur Yves Durand. Il reconnaît toutefois leur avoir fait des concessions, comme sur l’article 31 portant sur la sélection. Mais le ministre pense disposer d’une marge de manœuvre lors de la publication des décrets d’application. Il promet donc aux syndicats étudiants inquiets la libre entrée à l’Université, malgré cet article 31.

## Réaction des syndicats étudiants

### L’analyse des syndicats étudiants

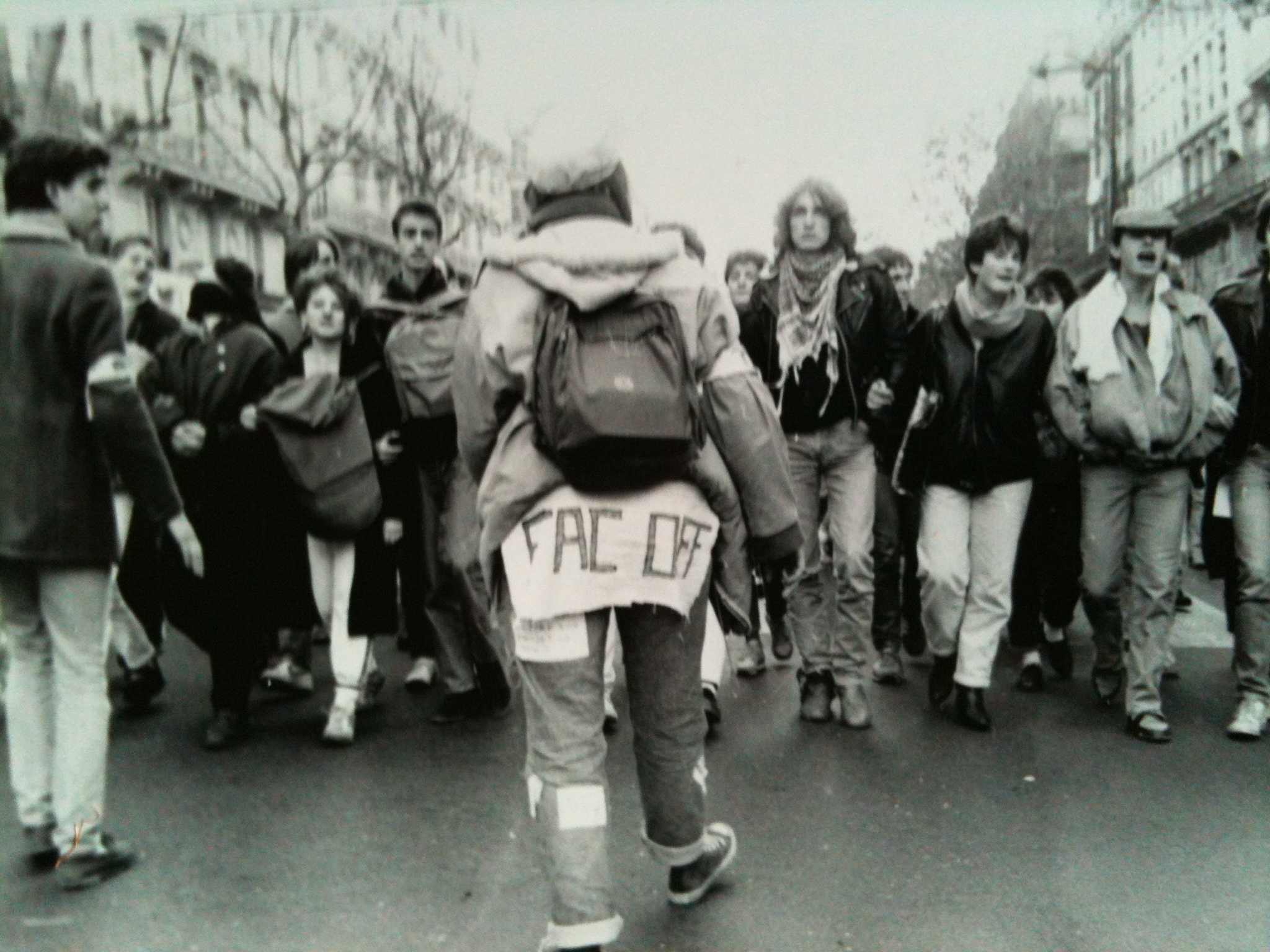
Manifestation du 22 novembre 1986.

Les syndicats étudiants réaffirment d’abord leur attachement au cadre national de l’enseignement supérieur. Les frais d’inscription doivent être fixés nationalement et doivent rester modérés[réf. nécessaire] . Ils craignent que cette réforme n’entraîne de fortes hausses du coût d’entrée (maximum de la fourchette) dans certaines universités élitistes[réf. nécessaire] . En outre, le cadre national leur paraît indispensable, lorsqu’il s’agit des diplômes[réf. nécessaire] . Ils demandent donc la stricte application de ce principe afin qu’une qualification délivrée par une petite université de province ait la même valeur que son équivalent frappé du sceau d’une université prestigieuse[réf. nécessaire] .
Plus que tout, ils dénoncent la sélection en premier cycle. Pour eux, le gouvernement veut fermer la porte à une certaine catégorie d’étudiants réputée moins intéressante, à cause de leurs résultats scolaires, à cause de leurs lycées d’origine ou en raison de problèmes de comportement passés[réf. nécessaire] . Les assurances de Devaquet sur le fait que personne ne sera oublié, ne les rassurent qu’à moitié[réf. nécessaire]. Ils craignent que les bacheliers en difficultés d’intégration universitaire soient obligés de choisir entre deux mauvaises solutions : la sortie du système éducatif avec le seul baccalauréat, un emploi peu intéressant ou une voie de garage guère plus prometteuse du point de vue professionnel [réf. nécessaire] .
De manière générale, ils craignent que cette loi n'aboutisse à une université à deux vitesses. D’un côté, une poignée d’universités prestigieuses délivrerait des diplômes bien cotés sur le marché du travail et difficiles d’accès [réf. nécessaire] . D’un autre côté, la majorité des universités de petite taille, en province, risquerait de se retrouver avec des étudiants de niveau plus faible, accentuant le clivage par manque de mixité et perte des meilleurs pédagogues (ce qui renforcerait le premier effet) [réf. nécessaire] . La conséquence logique de cette dynamique serait que les diplômes délivrés par ces universités seraient encore plus dévalorisés aux yeux des employeurs [réf. nécessaire] .

### L’UNEF-ID
Au début du mouvement, le syndicat de gauche UNEF-ID se trouve en plein bouleversement : la plupart de ses cadres viennent de quitter le Parti communiste internationaliste (lambertiste) à la suite de Jean-Christophe Cambadélis. Le syndicat décide, au moins dans un premier temps, de se lancer dans un travail de lobbying, avec l’objectif d’obtenir de la part des députés des amendements modifiant le texte en profondeur [réf. nécessaire].
Fin août, la tendance majoritaire de l’UNEF-ID se réunit en université d’été à La Plagne. Les congressistes doivent constater l’inefficacité de leurs efforts. Isabelle Martin, une proche du président Philippe Darriulat, appelle même à la grève générale [réf. nécessaire] . Mais la proposition semble alors difficile à mettre en place. La direction du syndicat décide donc de renforcer l’agitation autour du projet. Le Bureau national multiplie les communiqués notamment lorsque, à partir d’octobre, le texte arrive devant le Sénat. En parallèle, il fait monter la pression dans les facultés en faisant circuler un appel/pétition et en lançant une grève d’avertissement [réf. nécessaire]. Pour ce faire, l’UNEF-ID fonde son argumentation sur quatre points expliquant les dangers de la loi Devaquet :
1. sélection à l’entrée de l’université et entre les cycles,
2. hausse des droits d’inscription,
3. fin des diplômes nationaux,
4. développement des inégalités et concurrence entre les universités [réf. nécessaire] .

La grève générale viendra un peu plus tard, largement à l’initiative de l’UNEF-ID, mais il est intéressant de voir d’abord la réaction des autres organisations étudiantes [réf. nécessaire] .
Les 13 et 14 septembre 1986, la direction de l’UNEF-Indépendante et Démocratique, à majorité socialiste, appelle à négocier car elle ne croit pas en la possibilité d’une grande mobilisation. Le syndicat préfère créer des commissions de réflexion, ce qui lui permet de présenter un contre-projet à la fin du mois de septembre 1986.

### Les organisations étudiantes proches de la majorité
L’UNI, la droite universitaire, est favorable au projet, qu’elle a largement contribué à faire émerger. De son côté le Collectif des étudiants libéraux de France (CELF), proche de l’UDF, est plus réservé mais il ne désire pas faire quelque chose qui puisse gêner le gouvernement. Il se contente donc de contacter les députés et sénateurs UDF afin obtenir des modifications, de toute manière mineures.

### L'UNEF Solidarité étudiante
Les deux directions syndicales UNEF ID comme UNEF SE partagent à la rentrée 1986 une analyse de la situation convergente : elles ne croient pas à la possibilité d’une mobilisation d’ampleur. Cela est confirmé par tous les témoignages concernant la majorité de l’UNEF ID, comme de l’UNEF SE. L’appel de l'Université de Caen est rapidement signé par les assemblées générales étudiantes UNEF-Solidarité Étudiante de Caen, Limoges et Le Mans.
Lors des élections universitaires nationales de 1983 auxquelles participent seulement 25 % des étudiants, l’UNEF Solidarité Étudiante n'avait obtenu que 21,04 % des voix et 1 484 sièges dans les CROUS contre 19,86 % à l’UNEF Indépendante et Démocratique et 1 645 sièges.
L’UNEF-SE, dont les dirigeants sont de sensibilité communiste et dont le président était à l’époque Patrice Leclerc, est naturellement opposée à cette loi. Elle appelle les étudiants à « déraciner un projet qui remettait en cause le droit de tous à accéder aux études » en cette rentrée de septembre/octobre où elle a programmé une semaine d’action du 20 au 25 octobre contre le « budget peau de chagrin », avec une « carte pétition » exigeant de l’État son réinvestissement financier dans le régime spécifique de sécurité sociale étudiante.
Alors que l’appel de Caen du 12 octobre, d'où part la mobilisation étudiante recueille le 1er novembre déjà près de 10 000 signatures, l’AGE de Caen décide la création d’une Coordination nationale des étudiants signataires de cet appel, qui doit considérer les « modalités pratiques de l’organisation d’une manifestation nationale universitaire à Paris » et prévoit une réunion le 15 novembre à Caen avec la participation d’autres universités et des Bureaux nationaux UNEF-Indépendante et Démocratique et UNEF-Solidarité Étudiante.

### Les étudiants CFDT
Chez les rocardiens de Pour un syndicalisme autogestionnaire (PSA), syndicat étudiant créé en 1982 par Nicole Notat, membre de la commission exécutive de la CFDT, la mobilisation est rapide aussi, même si cette organisation, qui localement a pu jouer un rôle important, voire moteur, n’a pas les reins assez solides pour se lancer seule dans la bataille nationalement.
Pour un syndicalisme autogestionnaire est en 1986 peu puissant dans les universités, hormis dans quelques facultés parisiennes, dont Dauphine et l'IEP de Paris, et quelques facultés de province comme Lyon ou Lille.
L’appel de Caen du 12 octobre, d'où part la mobilisation étudiante, reçoit, malgré les divergences politiques, le soutien des étudiants de PSA-CFDT qui s’opposent à l’article 17 sur les droits d’inscription, l’article 31 sur l’accès en première année, l’article 30 sur le passage en second cycle, l’article 28 sur le caractère national des diplômes, ainsi qu’à la baisse de la représentation étudiante dans les conseils et la suppression du CEVU. Le syndicat demande l’unité – « Joignez-vous à nous pour sauver l’Université » – et en appelle à la Constitution, à laquelle le texte Devaquet est idéologiquement « non conforme, selon PSA-CFDT.

## Le mouvement étudiant et lycéen

### Le début du mouvement
À Dijon, les étudiants commencent à bouger sous l’impulsion de l’UNEF-ID locale [réf. nécessaire] . Immédiatement, la présidente d’AGE Sylvie Scherer demande à son syndicat d’étendre le mouvement. Mais la direction nationale préfère rester prudente, le milieu étudiant ne lui semblant pas encore prêt pour une grève. Mais peu de temps après, début novembre, l’université de Villetaneuse (Paris XIII) se met en grève, encore une fois sous l’impulsion de la direction locale de l’UNEF-ID [réf. nécessaire] . Rapidement, Isabelle Thomas, militante de l’AGE et membre du Bureau national du syndicat, se fait remarquer par la presse. Sa facilité d’expression, son implication précoce dans le mouvement, font d’elle l’une des icônes médiatiques de ce mouvement [réf. nécessaire] . L’agitation gagne encore du terrain. Ainsi, l’université de Caen rejoint le mouvement. La direction nationale de l’UNEF-ID estime alors qu’il faut tenter quelque chose [réf. nécessaire] .
Le samedi 22 novembre 1986, des étudiants venus de toute la France, souvent liés à l’UNEF-ID mais, pas exclusivement, se retrouvent à la Sorbonne [réf. nécessaire] . Philippe Darriulat, le président de ce syndicat, transforme ce qui devait être les états généraux de l’UNEF-ID en états généraux du mouvement contre la loi Devaquet [réf. nécessaire] . Dans l’enthousiasme général, et sous les yeux d’une presse nombreuse, les étudiants réunis ce jour-là à Paris proclament un mot d’ordre de grève générale. Le lendemain dimanche, à l’initiative de la FEN une manifestation est prévue « pour l’avenir de la jeunesse et contre la politique scolaire et universitaire du gouvernement ». C’est tout naturellement que les états généraux s’y joignent. La manifestation est un succès. Elle réunit au moins 200 000 personnes dont beaucoup d’étudiants. Elle marque le début du mouvement de 1986 [réf. nécessaire] .

### Un mouvement de masse

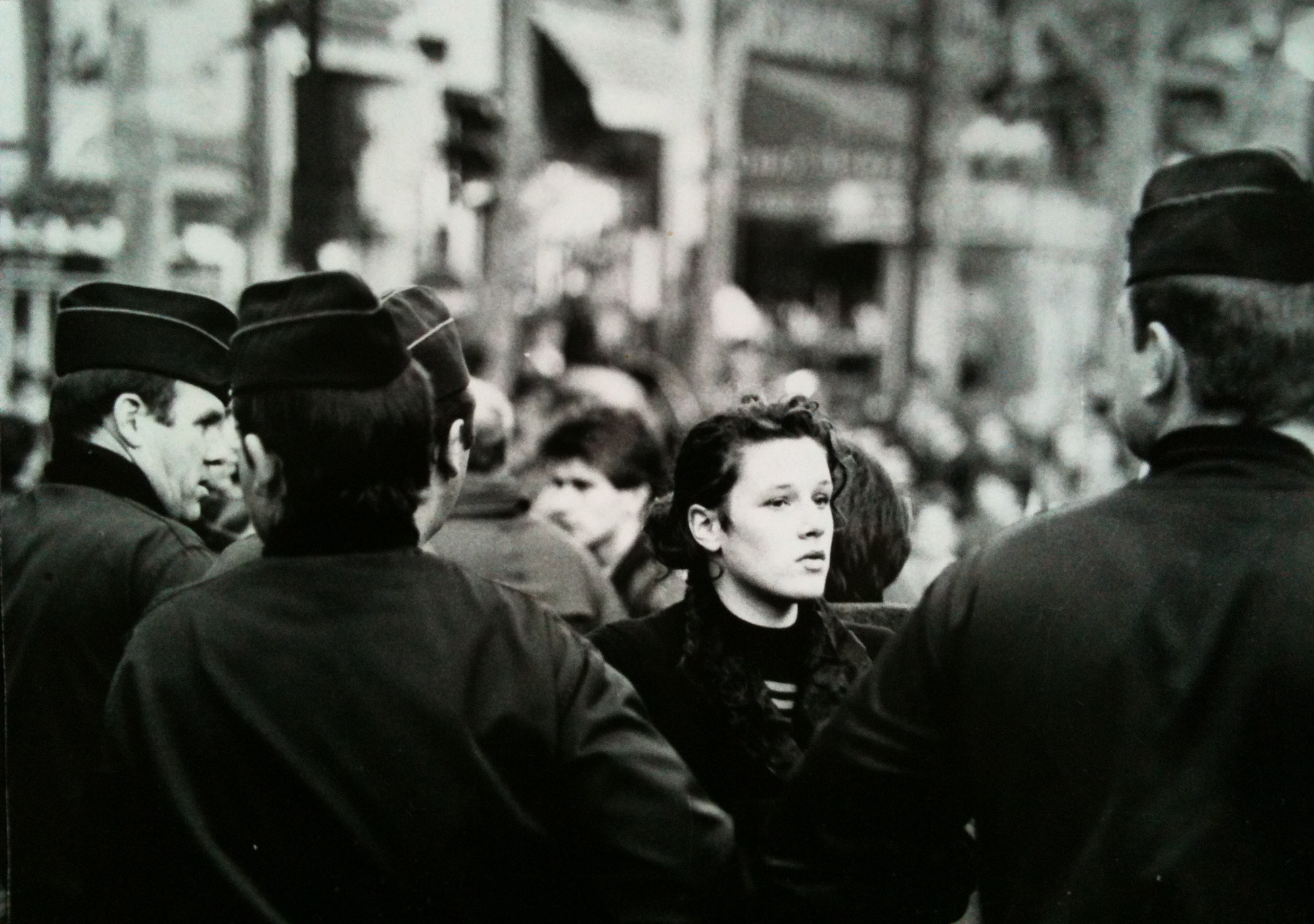
Manifestation du 27 novembre 1986.

Après ce premier succès, les militants retournent dans leurs universités, inquiets, mais décidés à se mobiliser. Rapidement, le mouvement s’étend. En effet, le travail de sensibilisation entamé depuis la rentrée par les syndicats étudiants, et la bonne couverture médiatique des événements du week-end du 22 et 23 novembre 1986, ont contribué à préparer le terrain.

#### L'extension aux facultés de droit et de gestion
D’abord issue de facultés plus promptes à se mobiliser par tradition (sciences humaines, lettres) la mobilisation s’étend à d’autres facultés traditionnellement plus calmes, comme les UFR de droit.
L'Université de Dauphine a voté le 2 décembre à bulletins secrets contre le projet de loi Devaquet, à la majorité absolue. Un vote organisé par la présidence et les associations et syndicats d'étudiants, qui a mobilisé 46 % des 5 201 étudiants inscrits. Deux questions étaient posées aux étudiants. "Êtes-vous favorable ou défavorable au projet de loi Devaquet ?" : 53,2 % ont répondu "défavorable". "Êtes-vous pour ou contre la grève ?" : 60,8 % ont répondu "contre".
Avant le vote, Brigitte Berlioz-Houin, administratrice provisoire de l'université, avait animé un cours de droit comparé des lois Faure (1968), Savary (1984) et Devaquet (1986) devant un millier d'étudiants très remontés contre les manifestants, et avait conclu : "L'adoption du projet nous permettrait d'entrer dans la légalité" car Dauphine en effet sélectionne ses étudiants après le bac.

#### La participation des lycées
Un rôle important est joué par Isabelle Thomas, 25 ans, à l'université de Villetaneuse, la première en grève, où  elleassure la vice-présidence de l'Université  mais aussi celles du MJS, de SOS Racisme et de l’UNEF-ID, et accueille à l'assemblée générale tous les matins des délégations des lycées de Montmorency, Sarcelles et Creil, proches par le train, ce qui lui permet de participer le 25 novembre à un duplex sur RTL avec le ministre Alain Devaquet puis un débat sur Europe I avec des non-grévistes, où elle est remarquée.
Comme en Mai 68, le mouvement quitte le cadre strictement universitaire pour s’étendre aux lycées, directement concernés, puisque la sélection doit commencer dès l’entrée à l’Université. Derrière la loi Devaquet, l'association SOS Racisme, cofondée en 1984 par un groupe d'étudiants proches du parti socialiste de l'Unef-ID, menés par son président Harlem Désir, vise aussi le projet de réforme de la nationalité préparé par Pierre Mazeaud et présente la loi Devaquet comme devant isoler un peu plus les jeunes issus de milieux sociaux défavorisés, que ce soit en raison de leur pauvreté ou de leur origine étrangère. Dans les cortèges, les petites mains jaunes de l’association fleurissent, et ce, notamment après la mort de Malik Oussekine. La participation des lycéens va déboucher l’année suivante sur la création d'un véritable syndicat lycéen : la Fédération indépendante et démocratique lycéenne (FIDL).

#### Le jeudi 27 novembre
Le jeudi 27 novembre est une nouvelle journée de mobilisation : le président de l’UNEF-ID, Philippe Darriulat, estime l'affluence à 500 000 manifestants à Paris et un million dans toute la France. En province, on compte jusqu’à 400 000 manifestants (chiffres du Monde). Le gouvernement ne peut plus ignorer la réalité de la mobilisation. Le lendemain, Jacques Chirac décide de renvoyer le texte en cours de discussion à l’Assemblée nationale, et déjà voté par le Sénat, devant la commission des Affaires culturelles. Loin de calmer le mouvement, cette réaction du gouvernement ne fait que le renforcer.

#### Dimanche 30 novembre, discours télévisé du Premier ministre
La direction socialiste de l'Unef-ID n'a pas apprécié la réaction immédiate d'Isabelle Thomas au discours télévisé du Premier ministre le dimanche 30 novembre, déclarant à l'AFP « "M. Chirac prend les étudiants pour des imbéciles. [...] Un malentendu ? Besoin d'explication ? Les étudiants savent lire et étudier un projet », pour rappeler qu'il a été photocopié et diffusé massivement par les comités de grève, le président de l'UNEF-ID Philippe Darriulat le lui reprochant immédiatement au téléphone,.

#### La coordination nationale du 2 décembre
Dans un livre publié quelques mois après, Julien Dray reconnait que le vote de nombreux militants de son ex-syndicat, où les trotskystes s'étaient rallié en avril 1986 au PS, a pesé dans l'éviction d'Isabelle Thomas du bureau de la coordination nationale étudiante, le 2 décembre,. Le même jour, l'Université de Dauphine, présentée comme sérieuse, studieuse et modèle du projet de loi Devaquet, avait pourtant créé une bonne surprise lors d'un scrutin à bulletins secrets mobilisant 46 % des 5 201 étudiants, avec une majorité absolue contre le texte.
Le vote à mains levées l'évinçant est précédé d'un refus de dévoiler les affiliations politiques des autres candidats mais Florence Bourgne, étudiante de l’ENS, a fait circuler dans l'amphithéâtre un papier la donnant, , s'exposant à des menaces, et amenant Libération et Le monde à stigmatiser le surlendemain "une OPA sur le mouvement". Lors d'une dernière journée de manifestation le 4 décembre, les violences policières causent trois blessés graves.

#### Manifestations du 4 décembre
Le 4 décembre se déroule une nouvelle manifestation nationale à Paris. Cette fois, ce sont 150 000 personnes selon la police, un million selon les organisateurs, qui manifestent de la Bastille aux Invalides. La manifestation se déroule dans le calme et la bonne humeur. Le service d'ordre étudiant, dirigé par Alain Bauer, alors étudiant, en corrélation étroite avec les forces policières déployées (échanges téléphoniques constants, prêt de matériel de transmission, propositions d'entraide) qui a déployé trois cordons cumulés pour isoler les CRS des manifestants du côté du pont Alexandre-III, paraît débordé du côté du quai d'Orsay, ou même noyauté par des éléments violents. Mais elle dégénère après que les étudiants réunis sur l’esplanade des Invalides ont appris l’échec de la rencontre entre la coordination et les ministres. Des étudiants provocateurs s’en prennent aux forces de l’ordre qui réagissent immédiatement. Les CRS répliquent violemment par l’effusion de gaz lacrymogène et des tirs tendus. Le gros des manifestants se disperse, empêchant les prises de parole et les concerts prévus (Renaud, Bernard Lavilliers, etc.). Ceux qui ne partent pas, ou qui n’en ont pas le temps, font face à la police qui multiplie les charges. Le bilan final est de plusieurs dizaines de blessés de part et d’autre, dont deux manifestants grièvement atteints. Le 5 décembre, ébranlé par la grande manifestation de la veille, le ministre de l’Éducation nationale René Monory intervient à la télévision. Il annonce qu’il prend le dossier en main et déclare vouloir retirer plusieurs articles contestés.
Libération résuma la journée par ce titre « 800 000 dans la rue et la matraque au bout ».

### Organisation du mouvement
Très massif, le mouvement dépasse le strict cadre syndical. Dans toute la France, les lycéens et les étudiants sont largement engagés dans la protestation. Les deux UNEF, la CFDT-Étudiants et les non syndiqués viennent gonfler les rangs des protestataires. Il faut donc gérer les grèves, tant localement que nationalement. Localement, chaque assemblée générale s’organise à sa manière. Nationalement, une coordination est mise en place. Elle regroupe des représentants des universités et lycées grévistes. Mais elle est aussi un lieu où s’affrontent les différents courants du mouvement. Parmi ceux-ci, on retrouve l’UNEF-ID, mais en ordre dispersé, chaque tendance, la majorité et les différentes minorités, tentant d’influencer de débat avec l’appui d’alliés externes au syndicat étudiant. On retrouve aussi les autres syndicats impliqués : UNEF-SE, PSA mais aussi des organisations politiques de jeunesse telle que les JCR, LO et des associations comme SOS Racisme.
La coordination se dote de structures visant à construire et faire connaître le mouvement. Un des délégués, David Assouline, de l'Université de Jussieu, est élu un porte-parole. Isabelle Thomas, qui appartient à un groupe de l’UNEF-ID, la Sensibilité Villetaneuse) a échoué à se faire élire porte-parole malgré ou à cause des nombreux articles de presse parlant d'elle.
Rapidement, le gouvernement, ignorant l’importance de la mobilisation, dénonce un mouvement politique. Pour lui, la gauche battue aux législatives cherche à obtenir sa revanche. Les organisations motrices de la grève et de son extension sont vues à travers le prisme déformant de leur proximité avec certains partis politiques.
Alain Devaquet écrira dans son livre L’Amibe et l’Étudiant, page 257, que les représentants étudiants qu’il a rencontrés étaient des « adversaires politiques irréductibles ».
Le rôle de la LCR est mis en avant car le porte-parole de la coordination nationale, David Assouline, est militant trotskiste, tandis qu’à l’UNEF-ID de Dijon et de Caen, deux des universités initiatrices du mouvement, les responsables sont militants de la LCR.
Plus largement la droite s’en prend à l’UNEF-ID dans son ensemble, réputée proche du Parti socialiste, mais aussi à SOS Racisme, association importante notamment chez les lycéens, et à l’UNEF-ID de Villetaneuse, pour dénoncer l’influence du Parti socialiste.
Dans Le Figaro Magazine, Louis Pauwels écrit que les jeunes mobilisés et manipulés, souffrent de « sida mental » : n'ayant pas compris leurs revendications, il croit y revoir les utopies de mai 1968 alors qu'en réalité ces manifestants ne réclamaient pas de changement de société mais seulement le maintien de l'accessibilité des études supérieures à tous, c'est-à-dire la facilité d'intégration dans la société telle qu'elle est. Face à ces accusations, les étudiants grévistes se proclament indépendants vis-à-vis des forces politiques. Ils mettent en avant la coordination, union trop large pour être accusée d’être sous influence, et demandent aux syndicats de ne pas s’afficher de manière trop voyante. À l’UNEF-ID, le président Philippe Darriulat fait le dos rond, tout en gardant sa liberté de parole, et celle de ses militants, dans les médias, où il bénéficie d'un traitement de faveur. À la suite des protestations suscitées par ses accusations, Louis Pauwels, lui-même originaire d’une famille modeste, affirmera par la suite qu’à ne pas sélectionner sur résultats à l’entrée de l’université, on ne fait que transférer cette sélection sur les relations familiales à la sortie des études supérieures, opération où ne trouvent leur compte ni le bien du pays, ni la justice sociale ; il va jusqu’à affirmer que les manifestants ont simplement « tiré les marrons du feu » pour les enfants de la bourgeoisie.

### La violence du GUD, les 26 et 27 novembre 1986
Une partie de la violence est aussi le fait de l’extrême droite. Le 26 novembre, le Groupe union défense (GUD) envoie des militants attaquer une assemblée générale de grévistes à Jussieu. La trentaine de militants d’extrême droite se retire rapidement. Le 27 a lieu une nouvelle attaque d’agitateurs nationalistes d’Assas, cette fois-ci lors du passage d’une manifestation. L’opération est plus sérieuse car les militants sont armés de barres de fer et protégés par des casques de moto. Après quelques affrontements en marge de la manifestation, la bagarre se déplace. Elle oppose le GUD à plusieurs étudiants qui protègent le cortège. Les deux camps se chargent à tour de rôle, se lancent des cocktails Molotov, cassent des voitures, dans une bagarre de rue d’une grande violence. La police, déjà prise à partie dans l’affaire précédente, tarde pour le coup à intervenir. Il faut plus d’une heure avant qu’elle ne se décide à séparer les adversaires. Ces affrontements marquent le paroxysme de la violence entre les manifestants et l'extrême droite, violence qui décline rapidement par la suite.

### Mort de Malik Oussekine, deux marches silencieuses, et démission d'Alain Devaquet
Dans la nuit du 5 au 6 décembre, les CRS évacuent les groupes d'étudiants qui dormaient à l'intérieur de la Sorbonne. Après leur dispersion, les voltigeurs motocyclistes font des rondes pour rechercher des prétendus « casseurs » au Quartier latin. Dans la rue Monsieur Le Prince, trois d’entre eux prennent en chasse Malik Oussekine, qui sort d'un club de jazz qu'il fréquentait régulièrement dans cette rue. Il croise Paul Bayzelon, 26 ans, fonctionnaire au ministère des Finances, qui rentre chez lui, au numéro 20, et lui ouvre la porte du hall. Tous deux viennent d'entrer quand un des policiers parvient à se glisser à l'intérieur lui aussi et ouvre à ses deux collègues. Selon le témoignage de Paul Bayzelon, les trois CRS rouent de coups de pied et de matraques, dans le ventre et dans le dos, Malik Oussekine, tombé à terre, qui leur dit pourtant qu'il n'a rien fait.
Paul Bayzelon essaie de venir en aide au jeune mais il reçoit, lui, aussi des coups de matraque. Malik Oussekine est ensuite transporté inconscient par le Samu à l’hôpital Cochin où il meurt de ses blessures. Le seul document trouvé sur lui est une carte de l'Association sportive de l'Université de Dauphine, près de laquelle il louait une petite chambre, qui mentionne son âge.
Le lendemain matin, un samedi, Jean-Louis Bianco, secrétaire général de l'Élysée, informe Jean-Christophe Cambadélis, ex-président de l'UNEF-ID de la mort de Malik Oussekine et ce dernier tente de réunir le bureau national de l'UNEF-ID. Ils trouvent un moyen de contacter les responsables du comité de grève de Dauphine et leur signaler que l'étudiant vient de Dauphine, afin de leur permettre de réagir. Ces derniers décident immédiatement d'organiser une marche silencieuse.
Dans la même matinée du samedi, trois personnes sont reçues, à leur demande, par Robert Pandraud, place Beauvau. Harlem Désir, président de SOS- Racisme, Philippe Darriulat, président de l'UNEF-ID et Emmanuel Faux, l'un des animateurs du comité de grève de Dauphine. Ce même samedi 6 décembre au matin, Alain Devaquet, choqué par la violence policière, démissionne. Dans l'après-midi, Robert Pandraud, déclare : « Si j’avais un fils sous dialyse, je l’empêcherais d’aller faire le con dans les manifestations. ».
Dans l'après-midi, une marche silencieuse et pacifique part de la Bastille et va jusqu'à l'hôpital Cochin, sans banderoles ni incidents, organisée par le comité de grève de Dauphine, en mémoire de Malik Oussekine.
Après la dispersion, de sérieux affrontements ont lieu pendant une partie de la nuit entre les forces de l'ordre et des groupes incontrôlés, 2 km plus loin au Quartier latin : voitures renversées, barricades enflammées et vitrines vandalisées sur la Place Saint-Michel devant le pont tenu par les forces de l'ordre,.
Tout le week-end, les bouquets de fleurs s'amoncellent devant le hall d'immeuble où le jeune homme a été frappé à mort.
Le lundi 8 décembre, le Premier ministre, Jacques Chirac, annonce qu'il accepte la démission présentée le samedi Alain Devaquet et le retrait du Projet de loi Devaquet. De son côté, René Monory annonce l’abandon des réformes concernant les lycées.
Une seconde marche silencieuse aura lieu le mercredi 10 décembre, de Denfert-Rochereau à la Nation. Elle est déjà prévue par la coordination nationale des étudiants, mais le lundi 10 décembre cette dernière prend la décision de la maintenir et de la consacrer à la mémoire du jeune étudiant. Les syndicats de salariés ont entre-temps appelé aussi à manifester.

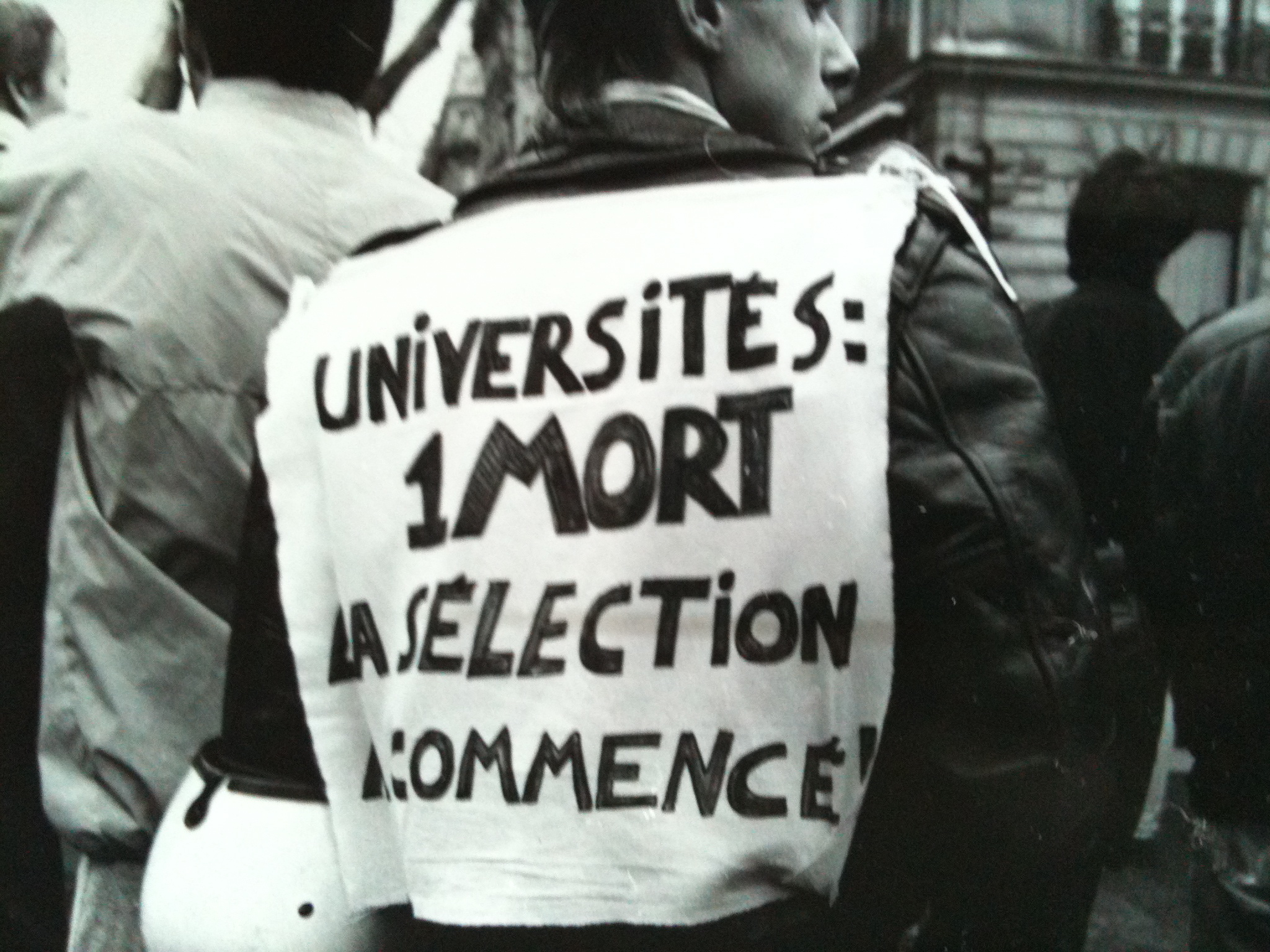
Manifestation du 7 décembre 1986.

## Conséquences

### Le mouvement et la politique française
Du point de vue politique, ce mouvement a été l’occasion pour le président de la République, François Mitterrand, de reprendre la main [réf. nécessaire] . Le 3 décembre, en pleine mobilisation, et alors que le gouvernement se veut ferme, le président conseille à son Premier ministre de retirer le projet Devaquet [réf. nécessaire] . Le 9, le lendemain dudit retrait, François Mitterrand invité par Europe 1 se déclare « sur la même longueur d’onde qu’eux [les étudiants grévistes] » et il ajoute être agréablement étonné par leur « maturité » [réf. nécessaire] . Il va même jusqu’à recevoir une délégation de grévistes, le 1er janvier [réf. nécessaire] .
Les nouveaux entrants du Parti socialiste issus de l'extrême-gauche, notamment Julien Dray et Jean-Christophe Cambadélis et leurs équipes des associations anti-racistes et des syndicats étudiants ont fait la preuve de leur efficacité et de leur capacité de mobilisation [réf. nécessaire] . Les relais médiatiques et les personnalités du spectacle ont parfaitement relayé leurs revendications. Jacques Chirac est contraint à une « capitulation sans conditions » et abandonnera définitivement toute tentative de réforme de l'université [réf. nécessaire] .
Enfin, avec les mobilisations lycéennes les plus massives constatées depuis les mouvements contre la loi Debré au début des années 1970, ce mouvement va faire entrer dans le militantisme de nouvelles générations qui prendront des responsabilités quelques années plus tard [réf. nécessaire] .
L'affaire Malik Oussekine aura laissé des traces visibles, en politique et dans les rangs de la police et Charles Pasqua ira même jusqu'à dire que les choix de Jacques Chirac et de son gouvernement dans cette affaire lui ont coûté l'élection présidentielle [réf. nécessaire] .

Sous la rubrique "Que sont-ils devenus ?", des médias ont analysés les trajectoires individuelles des "leaders" du mouvement ayant ensuite choisi "la politique", en tendant à" unifier la représentation de trajectoires personnelles pourtant fort diverses", avec parfois la "stigmatisation de leaders étudiants devenus membres d'appareil partisans", accusés de cynisme et d'avoir "profité du mouvement pour faire carrière", car devenant dès la "première bougie", du mouvement "des apparatchiks". Pendant le mouvement, les hommes politiques ont reconnu comme interlocuteur Philippe Darriulat, président de l'Unef ID, mais la presse a choisi la forte "médiatisation" d'Isabelle Thomas, future députée européenne, qui lui vaudra "une place au comité directeur du parti socialiste".

### Portée du mouvement
À la suite du mouvement, les syndicats étudiants et les indépendants qui ont fait l’expérience de la victoire dans l’unité vont décider d’organiser des États généraux[réf. nécessaire]. Ces derniers doivent permettre de maintenir l’unité du mouvement étudiant et d’avancer ensemble des propositions concrètes pour réformer l’enseignement supérieur en France[réf. nécessaire]. Cette volonté se concrétise finalement avec les États généraux de l’enseignement supérieur qui se tiennent en mars 1987 à Saint-Denis[réf. nécessaire].
Ce mouvement est l’une des plus grandes réussites du mouvement étudiant en France, après celui de mai 1968, tant par son ampleur que par sa victoire en 1986[réf. nécessaire]. Par la suite, il va marquer plusieurs générations de militants étudiants qui y trouvent des raisons de tenter une mobilisation. Il va aussi profondément marquer les esprits du côté des gouvernements successifs qui y voient la force de la jeunesse française lorsqu’elle se mobilise[réf. nécessaire]. En outre, le pouvoir ainsi que les syndicats vont garder le souvenir de la mort de Malik Oussekine. Son souvenir est encore régulièrement ravivé par les syndicats étudiants[réf. nécessaire]. De son côté, la police va désormais faire preuve de plus de retenue dans la répression des débordements, souvent constatés en marge des manifestations, notamment lorsqu’elles sont étudiantes et lycéennes[réf. nécessaire]. Ce mouvement marque aussi le début de l’implication de ces derniers dans les mouvements de jeunesse[réf. nécessaire].

## Chronologie
- octobre: le principe de la grève est voté à Dijon, mais entraîner d'autres universités[10];
- jeudi 13 novembre: l'assemblée générale de Villetaneuse vote la grève, qui doit commencer le lundi suivant[10];
- samedi 15 novembre: une première esquisse de coordination est convoquée à Caen à laquelle assiste  Villetaneuse[10];
- lundi 17 novembre, Villetaneuse constitue des délégations qui se rendent à Paris 8 Saint-Denis, puis Censier, Nanterre, où se tiennent des assemblées générales;[10]
- vendredi 22 novembre : l'UNEF transforme sa réunion à Paris en lieu d'opposition au projet de loi;
- lundi 24 novembre : le ministre René Monory invité du journal de 20 heures d'Antenne2[10];
- mardi 25 novembre : débats entre Isabelle Thomas et Alain Devaquet sur RTL puis entre Isabelle Thomas et des non-grévistes sur Europe1[10];
- jeudi 27 novembre : grande journée de manifestation[10];
- jeudi 27 novembre : réunion à Jussieu de la 1ère coordination[10];
- dimanche 30 novembre : discours télévisé de Jacques Chirac, Premier ministre, expliquant à l'opinion que les étudiants en grève n'ont pas lu ou pas compris le projet;
- dimanche 30 novembre : Isabelle Thomas répond au discours de Jacques Chirac via l'AFP;
- 2 décembre: Dauphine vote à bulletins secrets contre le projet Devaquet;
- 2 décembre: réunion de 2ème coordination nationale, élection d'un bureau[10], Isabelle Thomas, David Assouline élu porte-parole;
- 3 décembre:  Isabelle Thomas reçue sur RMC par Yves Mourousi;
- 4 décembre : grande journée de manifestation, trois blessés graves;
- 4 décembre : une délégation rencontre avec Monory et Devaquet après la manifestation;
- 6 décembre : Mort de Malik Oussekine, démission d'Alain Devaquet;
- 6 décembre: réunion de 3ème coordination nationale[10];
- 10 décembre: réunion de 4ème coordination nationale[10].

## Quelques acteurs de la crise

### Etudiants
- Malik Oussekine, étudiant mort des suites d’un passage à tabac par la police.
- Isabelle Thomas, à l'origine du mouvement[28], sera l'invitée de tous les organes de presse et de télévision. Vice-présidente de l’UNEF-ID à  Villetaneuse, la première en grève, y accueillie de nombreuses délégations de lycées de la région. Dès le 25 novembre elle participe à des débats avec le ministre et des non-grévistes, sur Europe 1 et RTL, quand le mouvement s'étend.
- David Assouline, porte-parole de la coordination nationale étudiante contre le projet Devaquet.
- Philippe Darriulat, président de l’UNEF-ID.
- Philippe Campinchi, cadre de l’UNEF-ID et du service d'ordre des manifestations;
- Alain Bauer, cadre de l’UNEF-ID, et du service d'ordre des manifestations, en liaison continue avec les forces de l'ordre, grâce aux moyens techniques fournis par la préfecture[20].
- Sylvia Zappi, au bureau de la coordination nationale, coauteure d'un livre sur le mouvement, en 1987.
- Julien Dray, ex-étudiant, auteure d'un livre sur le mouvement en 1987.
- Emmanuel Faux, délégué de Dauphine à la coordination nationale étudiante.
- Yannick Jadot, étudiant de Dauphine organisateur d'une marche blanche juste après la mort de Malik Oussekine

### Gouvernement
- Jacques Chirac, Premier ministre et initiateur du projet Devaquet.
- Alain Devaquet, chercheur, ministre délégué chargé de la recherche et de l’enseignement supérieur et auteur du projet de loi.
- Yves Durand, recteur et conseiller du Premier ministre pour l’éducation et la recherche. Il est partisan de plus d’autonomie pour les universités, notamment en matière de sélection.
- Jean Foyer, député RPR, partisan d’une réforme plus libérale de l’enseignement supérieur.
- François Mitterrand : président de la République qui le le 3 décembre, s’oppose publiquement à son Premier ministre sur la loi Devaquet.
- René Monory, ministre de l’Éducation nationale (ministère de tutelle d’Alain Devaquet qui n’était que ministre délégué) a pris en cours de route une certaine distance par rapport au projet Devaquet afin de ne pas être trop impliqué dans son échec.